# Lakeland Magic 2019-2020
La stagione 2019-20 dei Lakeland Magic fu la 12ª nella NBA D-League per la franchigia.
I Lakeland Magic al momento dell'interruzione della stagione a causa della pandemia da COVID-19, erano primi nella Southeast Division con un record di 25-17.

## Roster
| N° | Naz.                   | Ruolo | Sportivo           | Anno | Alt. | Peso |
| -- | ---------------------- | ----- | ------------------ | ---- | ---- | ---- |
| 1  | Stati Uniti (bandiera) | G     | Hassani Gravett    | 1996 | 188  | 85   |
| 2  | Stati Uniti (bandiera) | G     | B.J. Johnson       | 1994 | 198  | 88   |
| 4  | Stati Uniti (bandiera) | G     | Josh Magette       | 1989 | 185  | 73   |
| 7  | Stati Uniti (bandiera) | G     | Jon Davis          | 1996 | 188  | 88   |
| 9  | Stati Uniti (bandiera) | G     | Reggis Onwukamuche | 1992 | 208  | 102  |
| 12 | Stati Uniti (bandiera) | A     | Michale Kyser      | 1991 | 206  | 93   |
| 15 | Stati Uniti (bandiera) | C     | Isaac Humphries    | 1998 | 211  | 116  |
| 21 | Stati Uniti (bandiera) | G     | Andrew Rowsey      | 1994 | 180  | 82   |
| 22 | Stati Uniti (bandiera) | A     | J.D. Tisdale       | 1993 | 196  | 86   |
| 23 | Stati Uniti (bandiera) | A     | Vic Law            | 1995 | 201  | 91   |
| 31 | Nigeria (bandiera)     | A     | Stephen Domingo    | 1995 | 201  | 98   |
| 32 | Stati Uniti (bandiera) | A     | Isaiah Armwood     | 1990 | 206  | 98   |
|    | Stati Uniti (bandiera) | GA    | Melvin Frazier     | 1996 | 198  | 91   |
|    | Stati Uniti (bandiera) | AC    | Amile Jefferson    | 1993 | 206  | 102  |
|    | Stati Uniti (bandiera) | A     | Cameron Lard       | 1997 | 206  | 111  |
|    | Stati Uniti (bandiera) | G     | Corey Sanders      | 1997 | 188  | 82   |

## Staff tecnico
- Allenatore: Stan Heath
- Vice-allenatori: Mike Winiecki, Joe Barrer, Johnny Taylor
- Preparatore atletico: Mark Mahoney